# Radialni pospešek
Rádialni ali centripetalni pospéšek (oznaka {\displaystyle a_{r}} ali {\displaystyle a_{c}}) je komponenta vektorja pospeška prečno na smer gibanja, ki povzroči, da se vektor hitrosti spremeni po smeri, na njegovo velikost pa nima vpliva. Nastopa pri kroženju.
Izračunamo ga kot zmnožek kvadrata kotne hitrosti ω in radija kroženja r:
{\displaystyle a_{r}=\omega ^{2}r\!\,,}
oziroma vektorsko z vektorskim produktom:
{\displaystyle {\vec {\mathbf {a} }}_{r}={\vec {\boldsymbol {\omega }}}^{2}\times {\vec {\mathbf {r} }}\!\,.}
Iz enačbe {\displaystyle v=\omega r}  (kjer je {\displaystyle v} obodna hitrost) sledi  {\displaystyle \omega ={\frac {v}{r}},} iz tega pa:
{\displaystyle a_{r}=\omega ^{2}r={\frac {v^{2}}{r^{2}}}r={\frac {v^{2}}{r}}}
ter
{\displaystyle a_{r}=\omega ^{2}r=\omega \omega r=\omega {\frac {v}{r}}r=\omega v.}
Če krožeče telo kroži v obliki kroga ter naredi popoln obrat, potem iz enačbe za obodno hitrost {\displaystyle v={\frac {s}{t_{0}}}} in formule za obseg kroga (v tem primeru {\displaystyle s}) {\displaystyle ob=2\pi r} sledi:
{\displaystyle a_{r}={\frac {v^{2}}{r}}={\frac {s^{2}}{{t_{0}}^{2}r}}={\frac {4\pi ^{2}r^{2}}{{t_{0}}^{2}r}}={\frac {4\pi ^{2}r}{{t_{0}}^{2}}}.} Ta enačba nam pri pospešenem kroženju poda zgolj povprečen radialni pospešek za tisti obrat, katerega obhodni čas smo uporabili.